# Allobates granti
Allobates granti es una especie de anfibio anuro de la familia Aromobatidae.

## Distribución geográfica
Esta especie habita entre los 100 y 730 m de altitud en Guayana Francesa y Surinam.

## Etimología
Esta especie lleva el nombre en honor a Taran Grant.

## Publicación original
- Kok, MacCulloch, Gaucher, Poelman, Bourne, Lathrop & Lenglet, 2006 : A new species of Colostethus (Anura, Dendrobatidae) from French Guiana with a redescription of Colostethus beebei (Noble, 1923) from its type locality. Phyllomedusa, vol. 5, p. 43-66[6]